# Żukowo (powiat człuchowski)
Żukowo – osada leśna w Polsce położona w województwie pomorskim, w powiecie człuchowskim, w gminie Koczała.
Leśniczówka wchodzi w skład sołectwo Koczała.
W latach 1975–1998 miejscowość administracyjnie należała do województwa słupskiego.
W 1905 roku leśniczówkę zamieszkiwało 9 osób.